# 陕西广电融媒体集团
陕西广电融媒体集团（英語：Shaanxi Media Convergence，SMC，加挂陕西广播电视台牌子），是中华人民共和国陕西省的大型省属国有文化企业，由原陕西广播电视台和陕西广播电视集团整合而成，2020年10月28日正式挂牌成立。

## 历史与发展

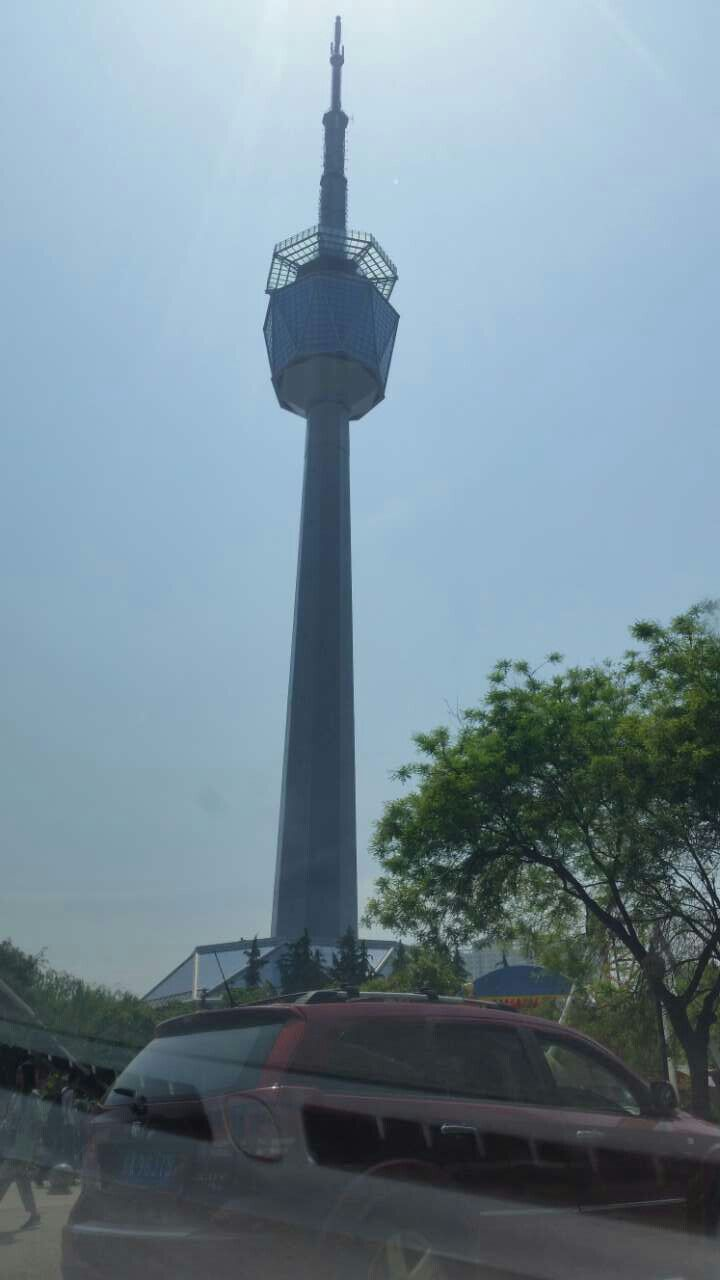
陕西广播电视塔

### 陕西电视台
1960年7月1日，陕西电视台开播，时称西安实验电视台，是当时全中国仅有的五家电视台之一。1963年2月19日，国务院文教办公室批复中央广播事业局：“同意保留哈尔滨、长春两个电视台和西安实验电视台，作为实验性的电视台……”全国保留有：北京、上海、广州、沈阳、天津、哈尔滨、长春和西安8座台。:914月5日到12日，由北京电视台（中央电视台前身）主持，在广州召开了8个电视台负责人座谈会，讨论如何加强电视片的对外宣传工作和提高出国电视片的质量问题。
1965年7月1日，西安实验电视台改为西安电视台。
1966年12月30日，由西安电视台自行设计的简易演播室及中央广播局天桥厂设计制造的高60米的发射铁塔建成，1967年1月投入使用，播出条件有所改善。
1968年8月1日，西安电视台恢复节目播出，并将1频道改为4频道，并从1969年10月1日起，利用北京到四川的邮电微波干线接通，开始转播北京电视台（中央电视台前身）的节目。
1973年10月1日，北京电视台通过微波干线向西安、上海、南京、广州、杭州、长沙、武汉、成都、太原、哈尔滨、长春、天津等地传送黑白电视节目。
1974年6月1日，增加94兆赫（1975年10月改为94.2兆赫）10千瓦调频发射机播出陕西电台节目。10月1日，正式用7.5千瓦电视发射机在四频道播出电视节目，并开始转播北京电视台的彩色电视节目。1982年4月1日换用北京广播器材厂生产的10千瓦中频调制发射机。
1978年5月5日，西安电视台改名为陕西电视台。
1989年1月1日，陕西电视台第二套节目开播。2002年1月1日，改为陕西电视台都市青春频道。
1989年12月4日，陕北广播电视微波干线全线开通，结束了陕北老区人民看不好省台电视的历史。
1992年，陕西电视台第三套节目开播。2002年1月1日，改为陕西电视台经济资讯频道。2006年，改为陕西电视台家庭生活频道。
1993年，陕西电视台第四套节目开播。1997年3月18日，正式上星传输，同年，正式由西安市建西街10号院搬迁至现址，结束了近15年的艰苦办公条件。并改名为陕西电视台卫星频道（陕西卫视）。
2001年7月1日，陕西有线电视台第一套节目改组为陕西电视台第四套节目，陕西有线电视台第二套节目改组为陕西电视台第五套节目，陕西教育电视台改组为陕西电视台第六套节目，陕西有线电视台第三套节目改组为陕西电视台第七套节目。
2002年1月1日，陕西电视台更换第二代台标。同时，陕西电视台第四套节目改为陕西电视台影视娱乐频道，陕西电视台第五套节目改为陕西电视台公共政法频道，陕西电视台第六套节目改为陕西电视台科教文频道，陕西电视台第七套节目改为陕西电视台体育频道。
2008年3月31日，陕西电视台农林科技频道正式上星开播。2010年1月1日改为农林卫视。

### 陕西人民广播电台
1949年，西北人民广播电台正式播音。
1953年2月14日，陕西人民广播电台正式播音。
1957年11月，工人台改为西安人民广播电台第二套节目。
1954年9月10日，西北人民广播电台停止播音，机构撤销，其人员、设备分别移交陕西人民广播电台和西安人民广播电台。10月，陕西人民广播电台、西安人民广播电台正式合署办公。
1955年5月17日，《陕西广播》周刊创刊，主要向听众介绍一周的广播节目。
1956年，陕西人民广播电台播音馆工程在西安市北大街119号落成，陕西、西安人民广播电台同时迁入新址办公。
1957年5月21日，陕西人民广播电台第三发射台在咸阳建成并投入使用。陕西台发射功率比前增加6倍半。
1957年整风运动后期，陕西人民广播电台、西安人民广播电台精简机构，由原来的404人减至285人。编辑部机构由原来的13个减到6个，即：农村组、工商组、新闻组、政教组、文艺部、文工团。
1958年10月20日，陕西人民广播电台增设6176短波频率，在第一发射台开播。1974年4月1日，改在第三发射台播出。
1958年12月1日，中共陕西省委决定成立陕西省广播事业管理局党组，书记周惇，成员为边义选、武英、范永新、李枫（后增加师继祖）。从此，广播局、台实行党组集体领导下的个人分工负责制。
1960年，西安人民广播电台开播第三套节目，专播教学节目和文艺节目。“文化大革命”开始后停播。
1963年5月1日，朱德和西安人民在兴庆公园联欢，庆祝“五一”国际劳动节。陕西人民广播电台、西安人民广播电台和电视台报道联欢会的情况。
1963年10月1日，陕西人民广播电台、西安人民广播电台和西安实验电视台同时转播西安各界庆祝建国14周年大会和游行实况。
1967年1月5日，陕西人民广播电台、西安人民广播电台和西安电视台，在造反派组织及其主要头目的威逼下，由当时唯一没有被揪出的负责人吕光明分别签发了由造反派起草的各台《停播声明》，停止了全部自办节目。陕西人民广播电台台和西安人民广播电台台第一套节目全部转播中央人民广播电台台第一套节目，西安人民广播电台台第二、三套节目和西安电视台节目停办。这是对省广播局、广播电台全面“夺权”前的一次预演。
1968年5月1日，陕西省革委会成立。当天，陕西人民广播电台、西安人民广播电台恢复部分自办节目。
1975年10月1日，陕西人民广播电台10号发射台建成开播。总投资397.7万元。1978年5月26日停播。
1989年1月1日，陕西电台调频立体声节目开播。
1989年12月4日，陕北广播电视微波干线全线开通，结束了陕北老区人民听不好省台广播的历史。

### 陕西广播电视台
2011年8月5日，经中共陕西省委、陕西省人民政府和国家新闻出版广电总局批准，原陕西人民广播电、陕西电视台和陕西省广播电视技术中心整合组建的“陕西广播电视台”（英語：ShaanXi Broadcasting Corporation，SXBC）正式挂牌成立。
2012年10月1日，陕西广播电视台旗下电视频道（农林卫视除外）更换第三代台标，旗下电视频道和广播频道呼号统一改为“陕西广播电视台XX频道”（陕西卫视、农林卫视除外）、“陕西广播电视台XX广播”。
2014年5月4日，陕西卫视和新闻资讯频道实现高标清数模同播。
2017年2月8日，陕西卫视正式实行高标清16:9同播。2月15日，压缩台标尺寸以配合16:9画幅。
2017年2月15日，新闻资讯频道实现高标清16:9同播。
2018年1月18日，都市青春频道实现高标清16:9同播。
2021年3月31日，陝西广播电视台第一、二套節目及陝西衛視於當日晚上11時59分59秒停止全部模擬廣播，成為中國最後一個全面實施數字地面電視廣播的電視台。
2024年12月31日，陕西广播电视台影视频道、故事广播、秦腔广播于2024年12月31日24时停止播出。

### 陕西广电融媒体集团
2020年4月，根据中共陕西省委办公厅、陕西省人民政府办公厅印发的《关于省级广播电视体制机制改革的实施方案》，陕西广播电视台和陕西广播电视集团有限公司整合组建为组建陕西广电融媒体集团有限公司，加挂陕西广播电视台牌子，实行企业化运行。2020年10月28日，陕西广电融媒体集团正式挂牌成立。

## 频道列表

### 电视服务
陕西广播电视台的电视服务源于1960年7月1日成立的陕西电视台，现有10个电视频道。
| 頻道名稱                 | 语言          | 广播格式                    | 啟播時間                                                                                               | 频道前身                                                                                                 | 備註                                                                                  | 備註 |
| 陕西卫视（综合频道）     | 普通話        | SD: PAL 576i 16:9 HD: 1080i | 标清版：1993年（开播） 1997年3月18日（上星） 高标清数模同播：2014年5月4日 高标清16:9同播：2017年2月8日 | 陕西电视台第四套节目                                                                                     |                                                                                       |      |
| 新闻资讯频道             | 普通話 陕西话 | SD: PAL 576i 16:9 HD: 1080i | 标清版：1960年7月1日 高标清数模同播：2014年5月4日 高标清16:9同播：2017年2月15日                        | 西安实验电视台 西安电视台 陕西电视台 陕西电视台第一套节目 陕西电视台新闻综合频道                         |                                                                                       |      |
| 都市青春頻道             | 普通話 陕西话 | SD: PAL 576i 16:9 HD: 1080i | 标清版：1989年1月1日 高标清16:9同播：2018年1月18日                                                     | 陕西电视台第二套节目 陕西电视台经济生活频道 陕西电视台都市频道 陕西电视台都市生活频道                    |                                                                                       |      |
| 银龄頻道                 | 普通話        | PAL 576i 16:9 HD: 1080i     | 1992年                                                                                                 | 陕西电视台第三套节目 陕西电视台经济资讯频道 陕西电视台家庭生活频道 陕西电视台经济频道 陕西电视台生活频道 |                                                                                       |      |
| 秦腔頻道                 | 普通話 陕西话 | PAL 576i 16:9 HD: 1080i     | 1994年                                                                                                 | 陕西有线电视台信息频道 陕西电视台公共政法频道 陕西电视台公共频道                                         | 陕西省第一个方言频道 中国西部首家文化娱乐专业电视媒体                                 |      |
| 乐家电视购物頻道         | 普通話        | PAL 576i 16:9 HD: 1080i     | 1995年                                                                                                 | 陕西教育电视台 陕西电视台科教文频道                                                                      | 中国第一家国有独资电视购物频道 中国第一家以现场直播形式进行电视购物销售的专业购物频道 |      |
| 体育休闲频道             | 普通話        | PAL 576i 16:9 HD: 1080i     | 1998年                                                                                                 | 陕西有线电视台文艺体育频道 陕西电视台体育健康频道 陕西电视台体育频道                                     |                                                                                       |      |
| 西部电影频道             | 普通話        | PAL 576i 16:9 HD: 1080i     | 2003年                                                                                                 | | 中国第一家由电影集团经营的专业电影频道                                                |      |
| 农林卫视（农林科技频道） | 普通話        | PAL 576i 16:9 HD: 1080i     | 2008年3月31日                                                                                          | 农林科技频道                                                                                             | 全国第一家专业从事农林科技推广和普及的专业卫星电视频道                                |      |
| 移动频道                 | 普通話        | PAL 576i 16:9 HD: 1080i     | | | 在西安市的公交车上播出，使用陕台台标。                                                |      |

### 停播频道
- 影视頻道，1994年开播，前身为陕西有线电视台影视频道、陕西电视台影视娱乐频道。2024年12月31日24时起停播。
- 宝贝家频道：前身为育婴宝典频道，开播时间不详，2017年7月30日停播。
- 法律服务频道：开播时间不详，停播时间不详。
- 职场风云频道：开播时间不详，停播时间不详。
- 旅行者频道：开播时间不详，停播时间不详。

### 广播服务
陕西广播电视台的广播服务源于1953年2月14日成立的陕西人民广播电台，现有8个广播频率。
注：频道频率除特别标注外，均为同频覆盖或以西安和咸阳地区频率为主。
| 頻道名稱 | 语言           | 频道频率              | 啟播時間                            | 频道前身                   | 備註 |
| 新闻广播 | 普通話、陕西话 | AM693 FM106.6         | 启播：1953年2月14日 更名：2004年4月 | 陕西人民广播电台第一套节目 |      |
| 都市广播 | 普通話         | FM101.8               | 2010年7月26日                       |                            |      |
| 经济广播 | 普通話         | FM89.6                | 1992年10月1日                       | 陕西人民广播电台第二套节目 |      |
| 戏曲广播 | 普通話         | AM747 FM107.8         | 2005年                              |                            |      |
| 交通广播 | 普通話         | FM91.6                | 2003年                              | 陕西交通音乐频率           |      |
| 音乐广播 | 普通話         | FM98.8 FM97.5（延安） | 2003年3月28日                       |                            |      |
| 农村广播 | 普通話         | AM900                 | 2003年3月28日                       |                            |      |
| 青春广播 | 普通話         | FM105.5               | 启播：2007年5月 更名：2010年6月     | 朝阳广播 少儿广播 青春调频 |      |

### 停播频率
- 故事广播（FM 87.8MHz、AM 747Khz)开播于2008年1月16日，初期以有声故事类节目为主，2016年改版为以都市生活类节目为核心的“878 hitstory”，2018年逐渐转型为类型化音乐频率“年代878”。2024年12月31日24时停播。

- 秦腔广播 (FM 101.1MHz)，又名“西安乱弹”，开播于2008年1月16日，曾隶属于戏曲广播，2012年起使用“秦腔广播”呼号。部分节目以西安话播音。2024年12月31日24时停播。